# NGC 6718
إن جي سي 6718 التي يرمز لها بالرمز NGC 6718، هي مجرة، في كوكبة الطاووس.

## الاكتشاف
اكتشفت في 23 يونيو 1835، بواسطة جون هيرشل.